# Montaspis gilvomaculata
Montaspis gilvomaculata (кремовоплямиста гірська змія) — вид змій родини Lamprophiidae. Мешкає в Південній Африці. Це єдиний представник монотипового роду Montaspis.

## Поширення і екологія
Кремовоплямисті гірські змії мешкають в Драконових горах на кордоні Південно-Африканської Республіки і Лесото. Вони живуть у високогірних луках, на берегах гірських струмків. Зустрічаються на висоті від 1800 до 3000 м над рівнем моря.